# 빅쿠리맨 2000
빅쿠리맨 2000은 롯데(일본)에서 발매한 "빅쿠리맨" 시리즈 중 '빅쿠리맨 2000'이라는 14번째 제목 씰 시리즈를 원작으로 내세우며 만화, 애니메이션으로 제작된 작품이다. 애니메이션 제작은 스튜디오 코메트가 담당하였다.
대한민국에서는 《부메랑 파이터》라는 제목으로 2000년 11월 7일부터 2001년까지 MBC에서 종료되었다.

## 등장인물
- 타케루(강펀치)(성우: 토미나가 미나 / 엄현정)
- 포치(성우: 타가미 카오리 / 박선영)
- 칸지(코비)(성우: 스즈키 마사미 / 오주연)
- 슈퍼 제우스(성우: 토니 히로타 / 황일청)